# Amt Landhagen
La comunità amministrativa di Landhagen (Amt Landhagen) appartiene al circondario della Pomerania Anteriore-Greifswald nel Meclemburgo-Pomerania Anteriore, in Germania.

## Suddivisione
Comprende i seguenti comuni (abitanti il 31 dicembre 2022):
1. Behrenhoff (816)
2. Dargelin (356)
3. Dersekow (1 149)
4. Hinrichshagen (959)
5. Levenhagen (414)
6. Mesekenhagen (1 059)
7. Neuenkirchen * (2 418)
8. Wackerow (1 547)
9. Weitenhagen (2 048)

Il capoluogo è Neuenkirchen.